# Elert Esich
Elert Esich  (* um 1508 in Bremen; † 20. Dezember 1554 ebenda) war ein Bremer Ratsherr und Bremer Bürgermeister.

## Biografie

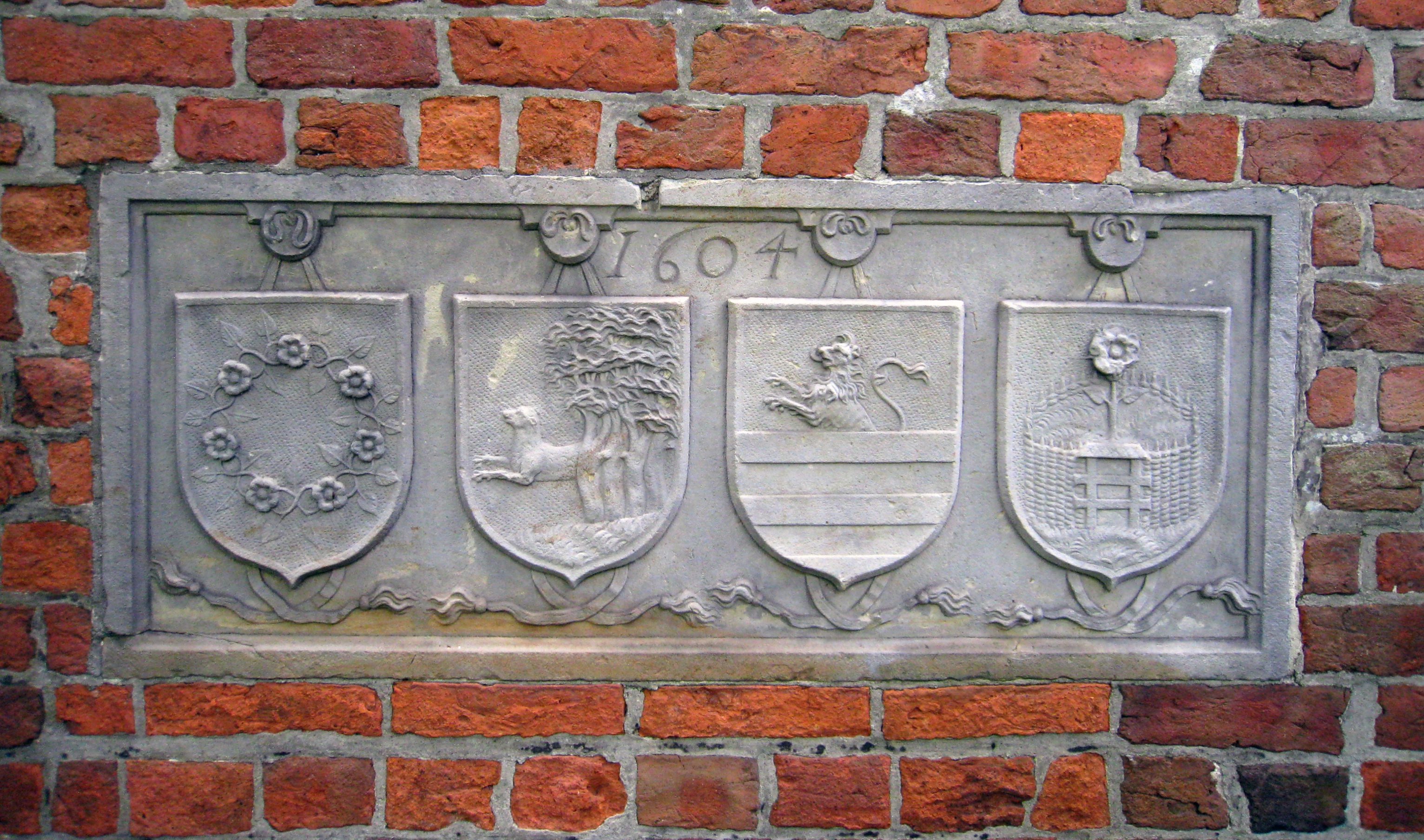
Reliefstein an der Alten Kirche (Ole Kark) in Blumenthal; links das Wappen der Familie Esich

Esich war der Sohn von Ratsherr He(i)nrich Esich (1475–1533) und von Wommele Kind(t) und Bruder von Johann Esich I. Aus der Familie Esich stammen eine Reihe von Bremer Ratsherren und Bürgermeistern und das Bremer Essighaus (auch Esich-Haus) von 1618 wurde nach der Familie benannt.
Er studierte in der Lutherstadt Wittenberg an der Alma Mater Leucorea. Er war seit 1547 Bremer Ratsherr und seit 1548 wie zuvor sein Bruder Arnold Esich Bremer Bürgermeister. 1553 und 1554 war er Ratssendbote bei den Hansetagen in Lübeck.
Verheiratet war er mit Mette Esich, geb. von Borken (* 1504).